# Abdulaziz Khathran
Abdulaziz Khathran (Mekka, 31 juli 1973) (Arabisch: عبد العزيز الخثران) is een Saoedische voormalig voetballer die als verdediger speelde.
Khathran is zijn carrière in 1994 begonnen bij Al-Shabab waar hij als linksachter speelde. In 2002 ging hij naar Al-Hilal waar hij centrale verdediger werd. Van 2009 tot 2011 speelde hij voor Al-Wehda in Mekka. In 2013 beëindigde hij zijn carrière bij Al Kawkb. Khathran heeft tussen 2002 en 2006 in totaal 20 wedstrijden met het nationale elftal gespeeld en nam deel aan het wereldkampioenschap voetbal 2002 en 2006.